# Proxenetes
Proxenetes är ett släkte av plattmaskar som beskrevs av Jensen 1878. Proxenetes ingår i familjen Trigonostomidae.
Släktet innehåller bara arten Proxenetes quinquespinosus.